# Temple de Kalasan

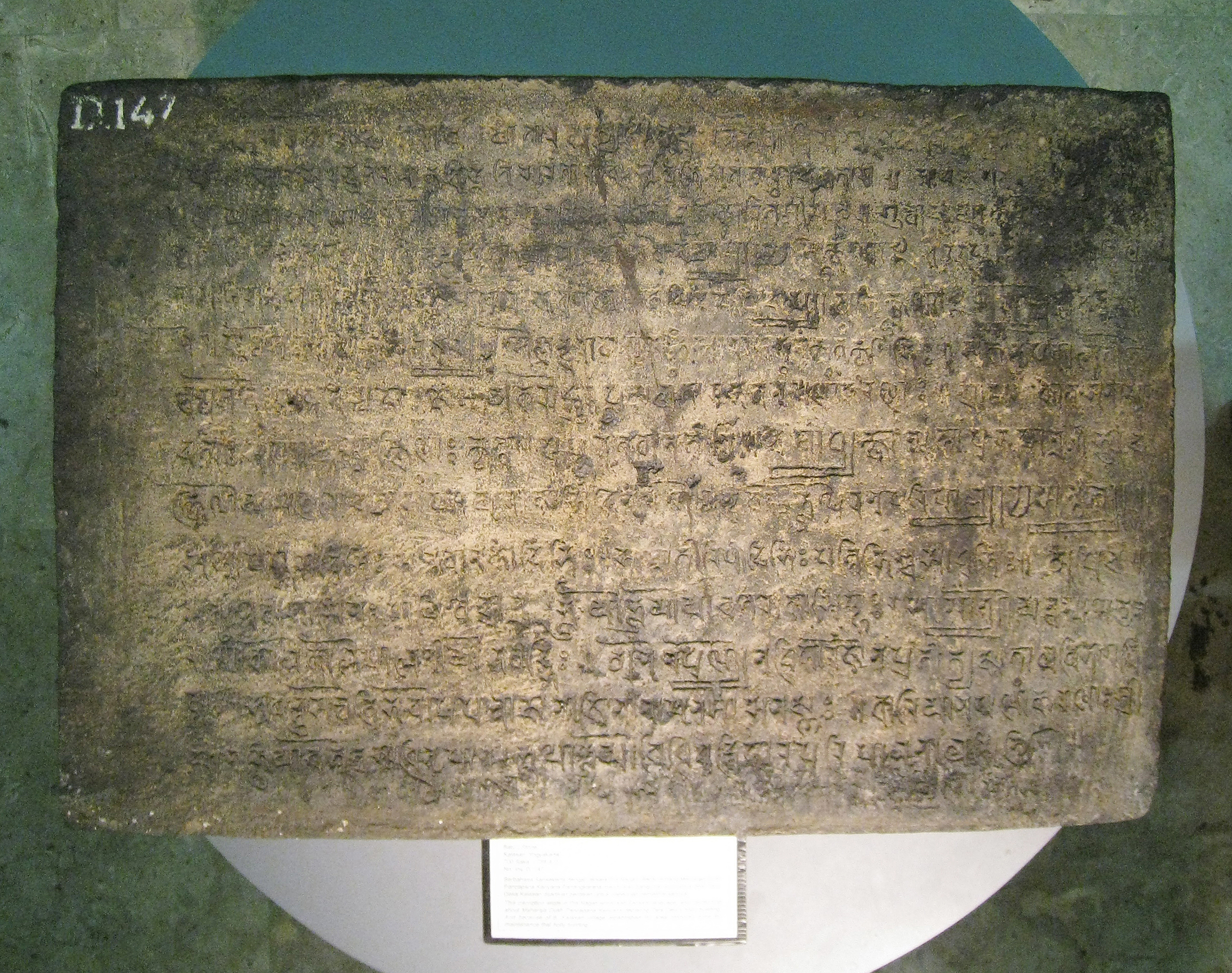
L'inscription de Kalasan

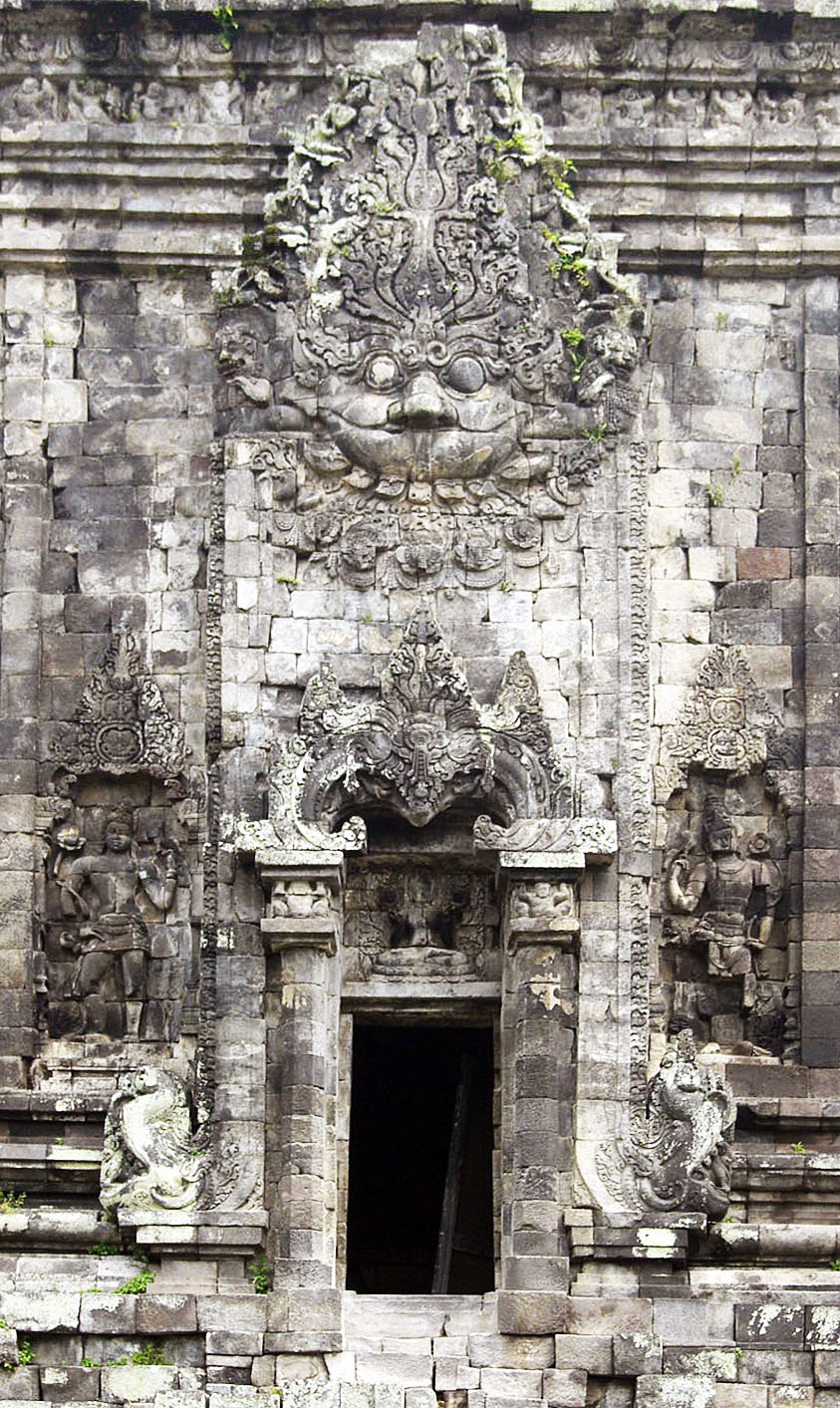
Porte surmontée d'un kâla ; makaras en bas des piédroits.

Le temple de Kalasan, en indonésien Candi Kalasan, se trouve dans le centre de l'île de Java en Indonésie. Il est situé à l'est de Yogyakarta, à droite sur la route en direction de celui de Prambanan.
L'édifice actuel date de la fin du Xe siècle. Selon une inscription retrouvée à proximité, le temple original aurait été construit en 778.
De caractère bouddhique, sa structure laisse supposer des éléments non bouddhistes. Il a la forme d'une croix grecque, avec des entrées en projection assez endommagées. La principale se trouve à l'est. L'ensemble est massif, allégé par des décors en bas-relief. La statue centrale a disparu.